# Festival Telefônica Sonidos
O Festival Telefônica Sonidos ou Telefônica Sonidos - Festival Mundo Latino (ou ainda TelefônicaSonidos) foi um evento musical realizado na cidade de São Paulo.

## História
O Festival Telefônica Sonidos foi o primeiro grande evento de música latina idealizado por Alexandre Schiavo (ex-presidente da gravadora Sony Music Brasil 2005-2015) organizado pela Day 1 Entertainment, subsidiária da Sony Music Brasil e patrocinado pela empresa de telefonia Telefónica na cidade de São Paulo. O festival reúne expoentes da música brasileira e latina visando a integração e troca de experiências entre os dois universos musicais, além da aproximação da música e artistas latinos ao público brasileiro. 
Foi realizado pela primeira vez entre os dias 21 e 25 de setembro de 2010, no Jockey Club de São Paulo e reuniu cerca de 15.000 pessoas. O evento foi marcado pelo jazz latino e MPB no palco 1 (Jazz Latino) e rock, rap, reggaeton e pop no palco 2 (Pop Urban), com mais de dez apresentações. As atrações dos dois palcos do festival se alternavam entre artistas brasileiros e latinos, além de momentos onde um artista brasileiro e um estrangeiro dividiam as atenções no mesmo palco.
O festival reuniu ícones da música brasileira com artistas de peso do cenário musical latino. No palco 1, Ana Carolina dividiu o palco com a italiana Chiara Civello; Maria Rita se apresentou com o aclamado músico cubano Pablo Milanés; Maria Gadú fez parceria com o argentino Pedro Aznar. Também se apresentaram neste palco Banda Mantiqueira com Gonzalo Rubalcaba, e Yamandu Costa com Alfredo Rodriguez. No palco 2, Nando Reis e Ana Cañas  receberam o ídolo portenho Fito Páez; o Capital Inicial misturou o pop rock brasileiro com o espanhol na companhia do grupo El Canto Del Loco; o grupo porto-riquenho Calle 13 se apresentou sozinho e foi convidado a voltar em cena junto com o grupo Monobloco. Esse palco ainda recebeu o rapper Pitbull.
A segunda edição do festival aconteceu entre 24 e 27 de agosto de 2011, também realizado no Jockey Club da cidade de São Paulo. No palco 1, o pianista cubano Chucho Valdés se apresentou ao lado do bandolinista brasileiro Hamilton de Holanda; Omar Sosa, também pianista cubano, recebeu o violoncelista e maestro brasileiro Jaques Morelenbaum; Tulipa Ruiz cantou em parceria com o cantor e guitarrista cubano Alex Cuba; e o tenor espanhol Pitingo cantou com Marina de La Riva. No palco 2, a banda cubana Juan Formell y Los Van Van recebeu Carlinhos Brown; a cantora mexicana Julieta Venegas recebeu Marisa Monte no show; e o grupo venezuelano Los Amigos Invisibles se apresentou com o brasileiro Seu Jorge. O último dia de show trouxe ainda no palco 2 o trio mexicano Camila, com participação especial da brasileira Wanessa; o Jota Quest se apresentou com o duo argentino Illya Kuryaki & The Valderramas; e a dupla sertaneja Victor e Leo.